# Чемпионат России по футболу среди женщин 2014
Чемпионат России по футболу среди женщин 2014 — 23-й сезон Высшего дивизиона в системе женских футбольных лиг России. Сезон начался 13 апреля 2014 года и завершился 16 ноября 2014 года. Чемпионом в четвёртый раз стала Звезда-2005 (Пермь).

## Участники
Сводная статистика участников
учтены матчи завершённых сезонов
без учёта мячей забитых в сериях послематчевых пенальти
с учётом технических результатов
легенда
 — команда была Чемпионом
 — команда была вице-чемпионом
 — команда была бронзовый призёром
| команда       | команда       | сезоны | сезоны                     | Результаты выступлений | Результаты выступлений | Результаты выступлений | Результаты выступлений | Результаты выступлений | Результаты выступлений | Результаты выступлений | Результат в сезоне 2013    | Примечания                                                                        |
| наименование  | город         | #      | года                       | И                      | В                      | Н                      | П                      | ЗМ                     | ПМ                     | РМ                     | Результат в сезоне 2013    | Примечания                                                                        |
| ------------- | ------------- | ------ | -------------------------- | ---------------------- | ---------------------- | ---------------------- | ---------------------- | ---------------------- | ---------------------- | ---------------------- | -------------------------- | --------------------------------------------------------------------------------- |
| Чертаново     | Москва        | 16     | 1992—2007                  | 308                    | 106                    | 47                     | 155                    | 387                    | 591                    | -204                   | Первый дивизион, 1-е место | СКИФ (Малаховка) (1992) СКИФ-Фемина (Малаховка) (1993) Чертаново-СКИФ (1994—1996) |
| Рязань-ВДВ    | Рязань        | 16     | 1997—2003, 2005—2013       | 294                    | 154                    | 37                     | 103                    | 631                    | 396                    | +235                   | Высший дивизион, 1-е место | ВДВ (1997—1999) Рязань-ТНК (2000—2003)                                            |
| Кубаночка     | Краснодар     | 11     | 1992, 1996—2001, 2010—2013 | 230                    | 66                     | 29                     | 135                    | 217                    | 385                    | -168                   | Высший дивизион, 5-е место | Седин-Шисс (1992)                                                                 |
| Россиянка     | Красноармейск | 10     | 2004—2013                  | 186                    | 137                    | 28                     | 21                     | 584                    | 143                    | +441                   | Высший дивизион, 4-е место |                                                                                   |
| Звезда-2005   | Пермь         | 7      | 2007—2013                  | 132                    | 87                     | 15                     | 30                     | 315                    | 127                    | +188                   | Высший дивизион, 2-е место |                                                                                   |
| ЦСП Измайлово | Москва        | 7      | 2007—2013                  | 130                    | 50                     | 18                     | 62                     | 169                    | 197                    | -28                    | Высший дивизион, 6-е место | ШВСМ Измайлово (2007—2011)                                                        |
| Зоркий        | Красногорск   | 3      | 2011/2012—2013             | 62                     | 40                     | 8                      | 14                     | 132                    | 68                     | +64                    | Высший дивизион, 3-е место |                                                                                   |
| Мордовочка    | Саранск       | 3      | 2011/2012—2013             | 62                     | 9                      | 8                      | 45                     | 38                     | 175                    | -137                   | Высший дивизион, 8-е место |                                                                                   |

1. ↑  не учтён сезон 2004 года: «Рязань-ВДВ» провела 2 матча и снялась с розыгрыша

Занявшее в Первом дивизионе 2013 первое место «Чертаново» (Москва), с четвертой попытки, наконец вернулось в Высший дивизион, спустя 7 лет после сезона 2007, в отличие от занявшего второе место «Енисея» (Красноярск), но участвовало только на Предварительном этапе вне конкурса.

## Регламент и события турнира
Чемпионат в седьмой раз прошел в два этапа (после сезонов 1999, 2001, 2004, 2005, 2008 и 2012/2013).
На предварительном этапе 7 команд высшего дивизиона должны были сыграть каждая с каждой в два круга (дома и в гостях). Команда ЦСП Измайлово (Москва) снялась после 1 круга (результаты оставлены в силе). Её место в календаре вне зачёта заняла команда Чертаново (Москва), но провела всего три матча. На втором этапе 4 лучшие команды разыгрывали золото чемпионата, сыграв ещё раз каждая с каждой в два круга (дома и в гостях), а оставшиеся две команды — 5-е и 6-е места, сыграв два матча между собой. 

## Турнирная таблица

### Предварительный этап
13 апреля 2014 — 5 сентября 2014
| Поз | Команда                   | И  | В | Н | П | МЗ | МП | РМ  | О  | Квалификация или выбывание         |
| --- | ------------------------- | -- | - | - | - | -- | -- | --- | -- | ---------------------------------- |
| 1   | Зоркий (Красногорск)      | 11 | 7 | 2 | 2 | 19 | 12 | +7  | 23 | Выход в Финальный этап (1-4 места) |
| 2   | Звезда-2005 (Пермь)       | 11 | 7 | 1 | 3 | 22 | 7  | +15 | 22 | Выход в Финальный этап (1-4 места) |
| 3   | Рязань-ВДВ (Рязань)       | 11 | 6 | 2 | 3 | 14 | 10 | +4  | 20 | Выход в Финальный этап (1-4 места) |
| 4   | Россиянка (Красноармейск) | 11 | 4 | 2 | 5 | 10 | 13 | -3  | 14 | Выход в Финальный этап (1-4 места) |
| 5   | Кубаночка (Краснодар)     | 11 | 3 | 5 | 3 | 5  | 8  | -3  | 14 | Выход в Финальный этап (5-6 места) |
| 6   | Мордовочка (Саранск)      | 11 | 2 | 2 | 7 | 13 | 20 | -7  | 8  | Выход в Финальный этап (5-6 места) |
| 7   | ЦСП Измайлово (Москва)    | 6  | 0 | 0 | 6 | 4  | 17 | -13 | 0  | снялся                             |
| —   | Чертаново (Москва)        | —  | — | — | — | —  | —  | —   | —  | снялся                             |

1. 1 2  Число побед во всех матчах: Россиянка: 4, Кубаночка: 3
2. ↑  «ЦСП Измайлово», проведя шесть матчей Предварительного этапа, снялся с соревнований по финансовым причинам — результаты оставлены в силе. 1 июня 2014 года клуб прекратил существование
3. ↑  «Чертаново», заменяя выбывший «ЦСП Измайлово», провело три матча Предварительного этапа с командами «Зоркий» (0-5), «Россиянка» (1-1) и «Кубаночка» (1-2) и снялось с соревнований — результаты аннулированы

### Финальный этап
28 сентября 2014 — 16 ноября 2014

#### За 1-4 места
| Поз | Команда                   | И  | В  | Н | П | МЗ | МП | РМ  | О  | Квалификация или выбывание |
| --- | ------------------------- | -- | -- | - | - | -- | -- | --- | -- | -------------------------- |
|     | Звезда-2005 (Пермь)       | 17 | 12 | 1 | 4 | 31 | 15 | +16 | 37 | Плей-офф Лиги чемпионов    |
|     | Зоркий (Красногорск)      | 17 | 10 | 3 | 4 | 29 | 17 | +12 | 33 | Плей-офф Лиги чемпионов    |
|     | Рязань-ВДВ (Рязань)       | 17 | 8  | 3 | 6 | 22 | 18 | +4  | 27 |                            |
| 4   | Россиянка (Красноармейск) | 17 | 4  | 4 | 9 | 15 | 24 | -9  | 16 |                            |

#### За 5-6 места
| Поз | Команда               | И  | В | Н | П | МЗ | МП | РМ | О  | Квалификация или выбывание |
| --- | --------------------- | -- | - | - | - | -- | -- | -- | -- | -------------------------- |
| 5   | Кубаночка (Краснодар) | 13 | 3 | 6 | 4 | 6  | 10 | -4 | 15 |                            |
| 6   | Мордовочка (Саранск)  | 13 | 3 | 3 | 7 | 15 | 21 | -6 | 12 | Переход во Второй дивизион |

1. ↑  «Мордовочка» после окончания сезона 2014 потеряла профессиональный статус и перешла во Второй дивизион

Правила классификации:

Пункт 5.3. В случае равенства очков у 2 (двух) и более команд, места между ними в турнирной таблице определяются в следующей последовательности:
− по наибольшему числу побед во всех матчах;
− по результатам игр между собой (число очков, число побед, разность забитых и пропущенных мячей, число забитых мячей, число забитых мячей на чужом поле);
− по лучшей разности забитых и пропущенных мячей во всех матчах;
− по наибольшему числу забитых мячей во всех матчах;
− по наибольшему числу мячей, забитых на чужих полях во всех матчах;
− по жребию.
Пункт 5.3.1 При абсолютном равенстве всех показателей, указанных в п.5.3, кроме жребия, победитель Чемпионата между командами, занявшими 1-е и 2-е места, определяется в дополнительном матче

## Результаты матчей
| Команда                   | Звезда-2005 | Зоркий | Рязань-ВДВ | Россиянка | Кубаночка | Мордовочка | ЦСП Измайлово | Чертаново |
| ------------------------- | ----------- | ------ | ---------- | --------- | --------- | ---------- | ------------- | --------- |
| Звезда-2005 (Пермь)       |             | 4:1    | 0:2        | 4:0       | 3:0       | 2:0        | —             | —         |
| Звезда-2005 (Пермь)       | 0:5         | 2:1    | 2:0        | —         | —         | —          | —             |           |
| Зоркий (Красногорск)      | 3:2         |        | 1:0        | 2:0       | 1:1       | 3:1        | 2:0           | —         |
| Зоркий (Красногорск)      | 0:1         | 1:0    | 2:1        | —         | —         | —          | —             |           |
| Рязань-ВДВ (Рязань)       | 0:0         | 2:1    |            | 1:0       | 1:0       | 2:3        | 2:1           | —         |
| Рязань-ВДВ (Рязань)       | 2:3         | 1:0    | 1:1        | —         | —         | —          | —             |           |
| Россиянка (Красноармейск) | 0:2         | 1:1    | 3:1        |           | 0:0       | 2:0        | —             | 1:1       |
| Россиянка (Красноармейск) | 0:1         | 2:2    | 1:3        | —         | —         | —          | —             |           |
| Кубаночка (Краснодар)     | 1:0         | 0:2    | 0:0        | 1:0       |           | 0:0        | —             | 2:1       |
| Кубаночка (Краснодар)     | —           | —      | —          | —         | 0:1       | —          | —             |           |
| Мордовочка (Саранск)      | 0:2         | 1:2    | 1:3        | 1:2       | 0:0       |            | 6:2           | —         |
| Мордовочка (Саранск)      | —           | —      | —          | —         | 1:1       | —          | —             |           |
| ЦСП Измайлово (Москва)    | 0:3         | —      | —          | 0:2       | 1:2       | —          |               | —         |
| Чертаново (Москва)        | —           | 0:5    | —          | —         | —         | —          | —             |           |

 Домашняя победа  •  Ничья •  Домашнее поражение

## Статистика чемпионата

### Лучшие бомбардиры
| Место | Игрок               | Клуб                                        | Голы |
| ----- | ------------------- | ------------------------------------------- | ---- |
| 1     | Дарья Апанащенко    | Звезда-2005 (Пермь)                         | 8    |
| 2     | Ольга Бойченко      | Звезда-2005 (Пермь)                         | 7    |
| 2     | Мария Руис          | Зоркий (Красногорск)                        | 7    |
| 3     | Нелли Коровкина     | ЦСП Измайлово (Москва)/Зоркий (Красногорск) | 6    |
| 4     | Эстель Нахи         | Звезда-2005 (Пермь)                         | 5    |
| 4     | Екатерина Сочнева   | Зоркий (Красногорск)                        | 5    |
| 5     | Марина Ардашева     | Мордовочка (Саранск)                        | 4    |
| 5     | Елена Данилова      | Рязань-ВДВ (Рязань)                         | 4    |
| 5     | Олеся Машина        | Россиянка (Красноармейск)                   | 4    |
| 5     | Екатерина Пантюхина | Звезда-2005 (Пермь)                         | 4    |
| 5     | Пак Ынсон           | Россиянка (Красноармейск)                   | 4    |
| 5     | Анна Синютина       | Рязань-ВДВ (Рязань)                         | 4    |
| 5     | Оксана Яковишин     | Мордовочка (Саранск)                        | 4    |

### Рекорды сезона
- Самая крупная победа хозяев (+4): 6:2 в матче «Мордовочка»—«ЦСП Измайлово», 1 мая 2014, 4:0 в матче «Звезда-2005»—«Россиянка», 11 мая 2014
- Самая крупная победа гостей (+5): 0:5 в матче «Звезда-2005»—«Зоркий», 4 ноября 2014
- Наибольшее количество забитых мячей в одном матче (8): 6:2 в матче «Мордовочка»—«ЦСП Измайлово», 1 мая 2014
- Наибольшее количество голов, забитых одной командой в матче (6): 6:2 в матче «Мордовочка»—«ЦСП Измайлово», 1 мая 2014
- Самый популярный счёт (1:0): 10 раз (20,00% от всех матчей)